# Light of Dawn
Light of Dawn — второй альбом хард-рок/пауэр-метал-группы Unisonic. Альбом был выпущен 1 августа 2014 года, а обложку к нему создал Мартин Хауслер.
Вот что говорил Деннис Уорд о названии альбома и его оформлении: «Песня Throne of the Dawn изначально называлась Light of the Dawn, но пока мы её писали, текст немного изменился. Но нам очень нравилось это название, и мы подумали, что оно хорошо подходит к оформлению. Каждый день наступает рассвет — новое начало, новая жизнь».
Большая часть песен была написана Деннисом Уордом, но Михаэль Киске и Мэнди Майер также внесли свой вклад в их создание. На песню «Exceptional» был снят клип.
Альбом входил в различные международные музыкальные чарты, занимая высокие позиции в хит-парадах Финляндии, Германии, Швейцарии, Чехии и Японии.

## Чарты
| Chart (2014)                        | Место |
| ----------------------------------- | ----- |
| Австрия (Ö3 Austria)                | 47    |
| Бельгия/Фландрия (Ultratop)         | 181   |
| Бельгия/Валлония (Ultratop)         | 124   |
| Чехия (ČNS IFPI)                    | 22    |
| Финляндия (Suomen virallinen lista) | 10    |
| Германия (Offizielle Top 100)       | 13    |
| Греция (IFPI Greece)                | 45    |
| Япония (Oricon)                     | 24    |
| Швейцария (Schweizer Hitparade)     | 20    |